# Sajómagyarós
Sajómagyarós (1912-ig és 1940–1944-ben Sajómagyaros, románul Șieu-Măgheruș, németül Ungersdorf) falu Romániában, Erdélyben, Beszterce-Naszód megyében.

## Fekvése
Besztercétől 20 km-re délnyugatra, a Nagy-Szamosba folyó Sajó jobb partján, attól 1 km-re, 313 méteres tengerszint feletti magasságban fekszik. Északkeleti része alatt sótelep található.

## Nevének eredete
Neve a mezőségi ejtésű magyaró ('mogyoró') szó -s képzővel ellátott alakja. Első előfordulásai: Munerochs, Mungerochs és Munaros (1300 körül), Monorous (1332 – 1337). Az a-zó változat csak 1621-ben jelenik meg (Magyaros), az előtag pedig 1882-ben (Sajó-Magyaros). A német név népetimológiás, a magyar szó hatására (1830: Ungres, 1861: Ungersdorf, de 1857-ben Nußdorfként is!). Román neve (először 1830-ban: Magyeresu) 1920-ig Măgheruș volt. 1940 és 1944 között a magyar közigazgatás ismét a Sajómagyaros alakot használta.

## Története
A középkorban vármegyei területen fekvő, szász–magyar lakosságú jobbágyfalu volt. 1621-ben az evangélikus mellett még református egyháza is fennállt. 1772-ben az egyházi vizitáció egy forint büntetésre ítélte a szász asszonyokat, amiért román szokás szerint kettős katrincát hordtak és hajukat nem kötötték fel kontyba. Evangélikus egyháza 1850-ig a nagysajói református egyházmegyéhez tartozott. 1733-ban már a görögkatolikus románok alkották a lakosság többségét. Viszonylag korán zsidók is beköltöztek, 1830-ban már állt a faluban zsinagóga. Saját rabbija az 1880-as és az 1930-as évek között működött. 1876-ig Doboka, majd Szolnok-Doboka vármegye Bethleni járásának része volt. 1886-ban vasúti csomóponttá vált. 1895-ben 1538 hektáros határának 37%-a volt szántó, ugyanannyi legelő és 16%-a rét. Bár kisebbségben voltak, a szántóföldek 99%-át a szász gazdák birtokolták. Fontos szerepet játszott a szilva- és almatermesztés. Szászok és románok lakóhely szerint nem különültek el, bár a szász házak többsége a főutcán állt. 1940-ben a második bécsi döntést követően visszakerült Magyarországhoz. 1944. szeptember 19-én a német hadsereg a szászokat evakuálta, csak nagyon kevesen maradtak közülük a faluban. Utódaik közül ma a legtöbben Felső-Ausztriában élnek.

## Lakossága
1900-ban 1081 lakosából 642 volt román, 205 német, 111 magyar és 60 cigány anyanyelvű, 656 görögkatolikus, 205 evangélikus, 134 zsidó, 47 ortodox és 26 református vallású.

2002-ben 896 főből 833 román és 60 cigány nemzetiségű, 790 ortodox és 91 pünkösdista vallású.

## Látnivalók
- A falu feletti 580 m magas, Hegyeris nevű hegyen láthatók a bronz- és vaskori alapokon épült 13–14. századi Szent László vára (Cetatea, Heilige Königsburg) sáncai. Neve a közeli cserhalmi csata nyomán népszerűvé vált Szent László-mondakörhöz fűződik. A Hegyerisen egy erdőt és egy forrást is Szent Lászlóról neveztek el, sőt az 1771 után elpusztult hegyerisi ortodox kolostor, egykori búcsújáróhely is őrzött a hagyomány szerint egy Szent László-képet. A kolostor kápolnájának romjait a szászok Ladislaus-Kapelle néven emlegették.
- A volt evangélikus (ma ortodox) templom eredetileg a 13–14. században épült, ebből a periódusból azonban csak portáléja maradt fenn. 1633-ban és 1863-ban újjáépítették.
- A 18. században épült kastély ma szakiskola.